# Кастера Вердизан
Кастера Вердизан (фр. Castéra-Verduzan) насеље је и општина у јужној Француској у региону Миди Пирене, у департману Жерс која припада префектури Кондом.
По подацима из 2011. године у општини је живело 945 становника, а густина насељености је износила 47,68 становника/km². Општина се простире на површини од 19,82 km². Налази се на средњој надморској висини од 119 метара (максималној 221 m, а минималној 97 m).

## Демографија
| 1962. | 1968. | 1975. | 1982. | 1990. | 1999. | 2011. |
| ----- | ----- | ----- | ----- | ----- | ----- | ----- |
| 682   | 738   | 719   | 753   | 794   | 830   | 945   |

График промене броја становника у току последњих година